# Sonate K. 113
La sonate K. 113 (F.72/L.345) en la majeur est une œuvre pour clavier du compositeur italien Domenico Scarlatti.

## Présentation
La sonate K. 113 en la majeur est un Allegro à  (notée Vivo sur le manuscrit de Parme et Allegrissimo dans l'édition d'Alessandro Longo). Après les huit mesures de l'ouverture, un flot continu de croches délivre des séquences alternativement en majeur et en mineur.
L'œuvre était l'une des préférées de Clara Schumann.

## Manuscrits et éditions

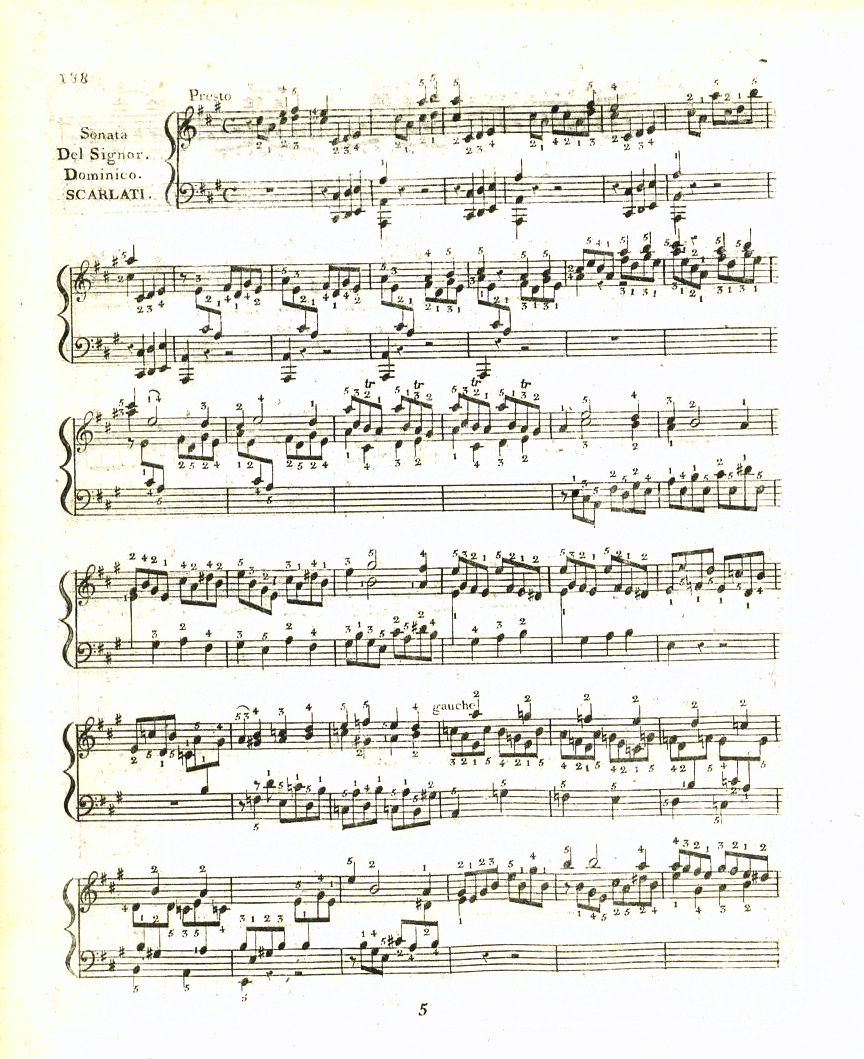
La sonate K. 113 dans une édition du début du XIXe siècle : la Méthode de piano du Conservatoire de Louis Adam qui, pour sa part, indique Presto.

Le manuscrit principal est le numéro 16 du volume XV de Venise (1749), copié pour Maria Barbara ; l'autre étant Parme II 14 (Ms. A. G. 31407). Les autres sources manuscrites sont Münster V 34 (Sant Hs 3968) et Vienne A 26 ; une copie sans doute destinée à Sebastián de Albero, puis en possession de John Worgan qui la publie en 1752, à Londres, Worgan (Add. Ms. 31553) no 30 ; un manuscrit d'origine espagnole, conservé depuis 2011 à la Morgan Library, coll. Mary Flagler Cary ID 316355, ms. 703 no 40, ; une autre copie figure à Saragosse, source 3, ms. B-2 Ms. 31, fos 25v-27r, no 13 (1751–1752).
Une autre édition, de John Johnson, est parue en 1754 à Londres, en tant que no 4, avec cinq autres sonates (dans l'ordre de l'édition) :  K. 298, K. 120, 246, puis 247 et 299.

## Arrangement
Leopold Godowsky a effectué un arrangement de la sonate K. 113, d'une grande difficulté, mais qui a éliminé les contraintes de la partition originale, à savoir les croisements de mains.

## Interprètes
Au piano, la sonate K. 113 est défendue par Carlo Zecchi (1926, sur piano Welte-Mignon ; 1935, Cetra), Mischa Levitzki (1928, HMV), Simon Barere (années 1940, APR / Les indispensables de Diapason n°140), Géza Anda (1943, DG), Emil Gilels (1955, Westminster/DG), Mikhaïl Pletnev (Virgin/Erato), Zhu Xiao-Mei (1995, INA), Benjamin Frith (1999, Naxos, vol. 5), Carlo Grante (Music & Arts, vol. 1) et Christoph Ullrich (2019, Tacet, vol. 3).
Au clavecin, elle est interprétée par Zuzana Růžičková (1965, Supraphon), Huguette Dreyfus (1967, Valois), Scott Ross (1985, Erato), Virginia Black (CRD), Andreas Staier (1996, Teldec), Glen Wilson (Teldec), Luc Beauséjour (2003, Analekta), Jory Vinikour (2005, Delos) et Carole Cerasi (2010, Metronome). David Schrader l'a enregistrée sur piano-forte en 1997 pour le label Cedille. Un ensemble de gamelan, dirigé par I Putu Gede Sukaryana, l'a enregistrée pour une formation de percussions traditionnelles en 2016 — avec une sélection de sonates dans un projet Scarlatti — comme ils l'ont fait pour Bach, Ligeti et Stravinsky.

## Sources
: document utilisé comme source pour la rédaction de cet article.
- Ralph Kirkpatrick (trad. de l'anglais par Dennis Collins), Domenico Scarlatti, Paris, Lattès, coll. « Musique et Musiciens », 1982 (1re éd. 1953 (en)), 493 p. (OCLC 954954205, BNF 34689181).
- Alain de Chambure, « Domenico Scarlatti : Intégrale des sonates — Scott Ross », p. 185, Erato (2564-62092-2), 1985 (OCLC 891183737) .
- (en) W. Dean Sutcliffe, The Keyboard Sonatas of Domenico Scarlatti and Eighteenth-Century Musical Style, Cambridge / New York, Cambridge University Press, 2008, xi-400 (ISBN 978-0-521-07122-2, OCLC 1005658462).
- (es) Celestino Yáñez Navarro (thèse), Nuevas aportaciones para el estudio de las sonatas de Domenico Scarlatti. Los manuscritos del Archivo de Música de las Catedrales de Zaragoza, Universitat Autònoma de Barcelona, 2016 (lire en ligne)
- Thomas Seedorf, « Domenico Scarlatti, intégrale des sonates pour clavier, vol. 3 », p. 19, Tacet (247), 2019 .